# Hvannadalshnúkur
Hvannadalshnúkur je najviši vrh Islanda.
Nalazi se na sjeverozapadnom rubu vulkana Öræfajökull. Prema službenim mjerenjima iz kolovoza 2005. nadmorska visina je 2110 metara (ranije se mislilo, da je 2119 m).
Vrh je dio nacionalnog parka Vatnajökull. Put do vrha je popularan uspon, iako brojne i često skrivene pukotine zahtijevaju pratnju iskusnih planinskih vodiča.

## Galerija
- Pogled iz zraka
- Pogled iz zraka